# وكالة حماية قوة البنتاغون
وكالة حماية قوات البنتاغون ( PFPA ) هي وكالة إنفاذ القانون الأمريكية داخل وزارة الدفاع الأمريكية المكلفة بحماية وحماية شاغلي وزوار والبنية التحتية في مباني البنتاغون ومبنى مركز مارك ومقر صحة الدفاع وغيرها من مرافق البنتاغون. في عام 2004 ، عينت وكالة حماية قوات البنتاغون 482 ضابط شرطة.
يتم إنجاز هذه المهمة مع ضباط إنفاذ القانون ( شرطة البنتاغون الأمريكية ) ووكلاء التحقيق الجنائي وخدمات الحماية ؛ وكلاء إدارة التهديد ؛ الفنيون الكيميائيون والبيولوجيون والإشعاريون والنوويون والمتفجرات ؛ ومكافحة الإرهاب / قوة الحماية وأفراد الأمن المادي .
توفر وكالة حماية قوات البنتاغون قدرة شاملة على تحليل المعلومات الاستخبارية الوقائية، والتي تشمل تحليل التهديدات والتحقيق في التهديدات وخدمات الاستخبارات الجنائية لحماية منشآت البنتاغون والموظفين وكبار موظفي وزارة الدفاع. تتعاون وكالة حماية البنتاغون مع هيئات إنفاذ القانون والمخابرات الفيدرالية الأخرى وتجري تقييمات التهديدات والتحقيقات للحصول على تفاصيل الحماية أثناء وجودها في منطقة العاصمة الوطنية.